# ماغي بيترسون
ماغي بيترسون (بالإنجليزية: Maggie Peterson)‏ هي ممثلة أمريكية، ولدت في 10 يناير 1941 في غريلي في الولايات المتحدة.

## وصلات خارجية
- ماغي بيترسون على موقع IMDb (الإنجليزية)
- ماغي بيترسون على موقع أول موفي (الإنجليزية)
- ماغي بيترسون على موقع إن إن دي بي (الإنجليزية)
- ماغي بيترسون على موقع ديسكوغز (الإنجليزية)
- ماغي بيترسون على موقع قاعدة بيانات الفيلم (الإنجليزية)